# Dongnae-gu
Dongnae-gu (koreanisch 동래구) ist einer der 16 Stadtteile von Busan und hat 272.214 Einwohner (Stand: 2019). Es handelt sich dabei um einen der zentralen Bezirke der Stadt. Der Bezirk grenzt im Uhrzeigersinn an die Stadtteile Geumjeong-gu, Haeundae-gu, Suyeong-gu, Yeonje-gu, Busanjin-gu und Buk-gu.

## Bezirke

Verwaltungseinheiten des Dongnae-gu

Dongnae-gu besteht aus sieben dong (Teilbezirke), wobei alle bis auf den Boksan-dong und den Sumin-dong in zwei oder drei weitere dong unterteilt sind. Somit verfügt der Bezirk insgesamt über 14 dong.
- Allak-dong
- Boksan-dong
- Myeongjang-dong
- Myeongnyun-dong
- Oncheon-dong (3 administrative dong)
- Sajik-dong (3 administrative dong)
- Sumin-dong

## Verwaltung
Als Bezirksbürgermeister amtiert Kim Woo-ryong (김우룡).
Dongnae-gu unterhält Gemeindepartnerschaften mit Gochang, Hongkou, Huế und Icheon.

## Kultur
Der Chungnyeolsa-Schrein, der den Ahnen, welche im Imjin-Krieg gegen die japanischen Armeen kämpfte, gewidmet ist befindet sich im Dongnae-gu.